# Bucaneros de Guaymas
Los Bucaneros de Guaymas fue un equipo que participó en el Circuito de Baloncesto de la Costa del Pacífico con sede en Guaymas, Sonora, México.

## Historia
Los Bucaneros de Guaymas actualmente se encuentran jugando su segunda temporada en el CIBACOPA. El club que le antecedió fueron los Marineros de Guaymas, sin embargo, por problemas con la directiva, el equipo salió del circuito, dándole paso a los actuales bucaneros.
Marineros incursionó en el CIBACOPA en 2005 bajo el timonel del argentino Eduardo Opezzo y conformando un equipo con jugadores locales y regionales, principalmente algunos extraídos de las filas de los Trigueros de Ciudad Obregón.

### Trayectoria
En los torneos 2005 y 2006, Marineros llegó a los play offs, siendo eliminados en la primera instancia. En la temporada 2007, primera para bucaneros, no se logró el ingreso a dicha instancia y en la actual temporada 2008, están al borde de quedar eliminados tras ligar ya, doce derrotas consecutivas.

## Jugadores

### Roster actual
Extranjeros:
Giovanni Rogers, Julius Barnett, Bassey Ekanem, Kirby Lemons
Regional:
Jonathan Romero, Manuel Soto
Locales y Juveniles:
Darío Barojas, Manuel Alejandro Bravo Juvera, Jesús Bustamante Henry, Víctor García Acosta, Fernando Hernández Olmedo, Orlando Francisco López Sánchez, Marcos Palomares, 
Entrenador:
Mathew Skillman

### Jugadores destacados
- Edwin Antonio "Pajarito" Sánchez Pinto
- Jason McCutcheon
- Randy Kelly
- Brandon Lee
- Benny West
- Joe Portillo